# دارا زیاری
دارا از امیرزادگان خاندان آل زیار است. در منابع اولیه نام دارا از خاندان زیاری را به صورتی پراکنده آورده‌اند. در برهه‌ای مشخصاً فرزند قابوس بن وشمگیر، چهارمین امیر آل زیار است، و در برهه‌ای دیگر به فرمانروایی قلاع زیاری در طبرستان دست می‌یابد و میان سال‌های ۴۳۶ تا ۴۴۱ هجری امیر زیاریان است.
دارا پسر قابوس از ملازمان امیر سامانی بود. او پس از تسلط قابوس بر قلمرو زیاری، مدتی زیر نظر پدرش در طبرستان حکومت کرد؛ ولی اختلاف با پدر، منجر به پناه بردنش به محمود غزنوی شد. سلطان محمود پس از قتل قابوس، او را نامزد امارت آل زیار نمود؛ ولی منوچهر، برادر دارا، این فرصت را بدو نداد و توانست موقعیت خود را به عنوان امیر زیاریان تثبیت کند. دارا پس از آن در دربار غزنوی باقی ماند و در جلسات سلطان محمود، هم‌نشین وی بود، تا آن که سلطان وی را به خاطر گستاخی در مجالس محبوس ساخت. پس از این ادامهٔ زندگی دارا در هاله‌ای از ابهام قرار دارد و مورخان معاصر سناریوهای مختلفی برای آن در نظر گرفته‌اند.
برخی درگذشت او را در زندان محمود غزنوی دانسته و مشکل را در این می‌دانند که انوشیروان، ششمین امیر زیاری، به دارا ملقب بوده. عده‌ای دیگر دارایی که در منابع به حکومت رسیده را همان فرزند قابوس دانسته‌اند که پس از مرگ انوشیروان، به طبرستان بازگشته و میان سال‌های ۴۳۶ تا ۴۴۱ هجری در قلاع زیاری به جانشینی انوشیروان، بر تختگاه زیاریان نشسته‌است. همچنین گمانه‌هایی از یکی بودن دارا و اسکندر، پدر کیکاووس، وجود دارد.

## پیش‌زمینه
پدر دارا، قابوس بن وشمگیر، از ابتدای حکومت مورد حمایت دولت قوی‌تر سامانیان قرار داشت. قابوس بعد از شکستی که از عضدالدوله دیلمی، حاکم دودمان بوییان، خورد به دربار سامانیان پناه برد و ۱۸ سال به دور از حکومت و به قصد لشکرکشی به سر برد. وی فقط یک بار به پشتیبانی از سامانیان به گرگان حمله کرد که موفق به شکست لشکریان بویی نشد. بعد از ۱۸ سال فترت، بالاخره قابوس توانست به قدرت بازگردد ولی در این هنگام دربار سامانی رو به افول نهاده بود و غزنویان به رهبری سلطان محمود غزنوی قدرتمند می‌شدند
غزنویان از نیمه دوم حکومت زیاریان وارد عرصه سیاسی ایران شدند. اولین باری که غزنویان به عنوان یک قدرت با آل‌زیار ارتباط برقرار کردند، در زمان فترت قابوس بود. سبکتکین در نیشابور با قابوس ملاقات کرد و شیفته کمال و ادب وی شد و تصمیم گرفت که به او در پس گرفتن حکومت کمک کند. اما سبکتکین با مشکلاتی که برایش در بلخ پیش آمد نتوانست به قول خود عمل کند. حتی وی فرمان کمک به قابوس را با ده هزار لشکر صادر کرده‌بود، ولی عجل فرصت این اتحاد را نداده و او درگذشت. بعد از سبکتکین، سلطان محمود به قدرت رسید که با مشکلات داخلی و درگیری‌های درون خاندانی مواجه بود و توان کمک به قابوس را نیافت. قابوس بعد از اینکه توانست قدرت را با کمک طرفدارانش به دست آورد، با محمود از در دوستی وارد شد به ویژه که آن دو شباهت‌های زیادی بهم داشتند از جمله اینکه هر دو پیرو سرسخت تسنن و مخالف آیین اسماعیلیه بودند و هر دو اهل علم و ادب بودند.
از دوران پایانی حکومت زیاریان اطلاعات کمی وجود دارد و منابع اولیه کمی به این دودمان پرداختند.

## زندگی
نخستین بار از دارا پسر قابوس در سال ۳۸۳ هجری، در زمان نبرد ابوعلی سیمجور با امیر نوح سامانی نام برده شده‌است. او در ابتدا در جبههٔ سیمجور حضور داشت و متحد او بود؛ ولی در میانه‌های جنگ، در حالی که قدرت برتر کارزار بودند، به سمت لشکریان سامانی رفت و لشکریان سیمجور با از دست دادن روحیهٔ خود، شکست خوردند. دارا سپس به دربار سامانیان رفت و تا زمان بازگشت قابوس به قدرت، ملازم امیر سامانی بود. پس از آن که قابوس حکومت خود را بازیافت، دارا نزد او بازگشت و حکومت طبرستان در اواخر سال ۳۸۸ هجری، به او سپرده شد.
تنها چند ماه پس از این که دارا والی طبرستان شد، در ۳۸۹ هجری میان محمود غزنوی و عبدالملک بن نوح سامانی اختلافی پدید آمد که بدون جنگ میانشان صلح برقرار شد ولی زمانی که سپاهیان غزنوی در حال بازگشت بودند، دارا به تحریک غلامان سامانی مشغول شد و آنان را برانگیخت تا بنه سپاه غزنوی را غارت کنند. این عمل موجب آتش‌افزایی در روابط سامانیان و غزنویان شد و به عقوبت دربار سامانی توسط نصر (برادر محمو غزنوی) منجر شد.
به گواه عباس پرویز، دارا در طبرستان با مردم به عدل و عدالت رفتار می‌کرد و این موجب شد هواداران بسیاری یابد. اما اطرافیان قابوس او را متهم به آماده‌سازی شورشی علیه پدرش کردند. پس از این که اطرافیان قابوس به دارا اتهام وارد کردند، او به استرآباد رفت و به پدر توضیحاتی قانع‌کننده داد که موجب شد در مقام خود ابقا شود. مجدداً به او اتهام دیگری وارد کردند که او ترجیح داد به جای ارائهٔ توضیحات به قابوس، به خراسان مهاجرت کند. قابوس افرادی را به تعقیبش فرستاد، ولی او توانست به دربار غزنویان پناهنده و ملازم سلطان محمود شود. در رابطه با این اتفاق، یاقوت حموی در معجم‌الادبا می‌گوید که قابوس بنا بر علم نجوم دریافت که به دست پسرش به قتل می‌رسد و به همین خاطر پسرش، دارا را که احتمال می‌داد علیهش اقدام کند، از خود دور نگه داشت و منوچهر را که مطیع‌تر بود، به خود نزدیک‌تر کرد.

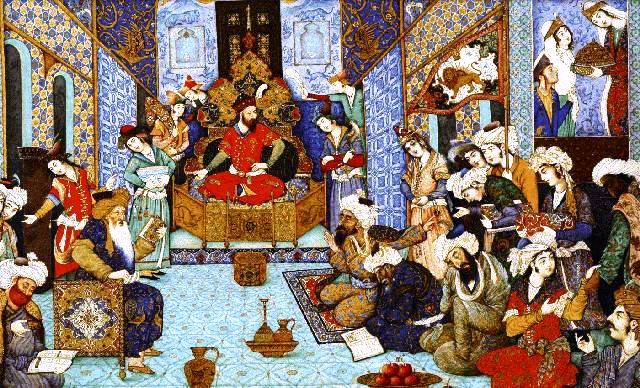
نگاره‌ای از دربار سلطان محمود غزنوی که محفل ادیبان و فضلای بسیاری بود و دارا بخش مهمی از زندگیش را در آنجا گذراند.

سلطان محمود غزنوی ابتدا دارا را با احترام پذیرفت، ولی پس از مدتی رفتارهایی که از دارا سر زد، موجب ناخشنودی سلطان شد و دارا از ترس عقوبت به غرجستان گریخت و به حاکم آنجا پناه برد. حاکم غرجستان او را به محمود تحویل داد و او را به بند کشیدند. دارا از بند گریخت ولی دوباره دستگیرش کردند و در محبس سخت‌تری زندانی کردند. مدتی بعد، خود سلطان محمود دستور داد آزادش کنند. پس از مرگ قابوس در گرگان، منوچهر، برادر دارا، خود را امیر زیاری معرفی کرد؛ ولی سلطان محمود ارتشی به فرماندهی ارسلان جاذب را همراه دارا به سوی قلمرو او فرستاد تا حکومت را به نام او کند. منوچهر پیش‌دستی کرد و توانست با سلطان محمود رابطهٔ بهتری ایجاد کرده و امارت خود را نگه دارد.
دارا پس از تثبیت قدرت منوچهر و ازدواج او با دختر سلطان، در دربار غزنوی باقی ماند و همه جا، در زمان شکار و خلوت و…ملازم سلطان بود. در سال ۴۰۹ هجری ابوالفوارس بویی، حاکم سابق کرمان، به دربار سلطان محمود پناه آورد. در ضیافتی که با حضور سلطان محمود برگزار می‌شد، سلطان ابوالفوارس را جایی بالاتر از دارا نشاند و این برای دارا که تا آن زمان نزد سلطان مقرب بود، گران تمام شد. در این مجلس میان دارا و ابوالفوارس دربارهٔ اصل و نسب جدل درگرفت و دارا سخنان توهین‌آمیزی به آل‌بویه نسبت داد و گفت «پدران ابوالفوارس در خدمت او بوده‌اند» و بر این مطلب پافشاری نمود که باعث شد سلطان محمود او را از مجلس اخراج و بار دیگر زندانی کند. املاک دارا توسط گماشتگان محمود ضبط شد که البته پس از مدتی با وساطت وزیران او سلطان قبول کرد به وکلای دارا سپرده شود تا برای مصالح او خرجش کنند. پس از این، هیچ اطلاعی از وضعیت دارا بن قابوس میان سال‌های ۴۰۹ تا ۴۳۵ هجری (یا اقلاً ۴۲۱ هجری) وجود ندارد. عباس پرویز معتقد است دارا تا پایان عمر در محبس سلطان می‌زیست. میترا مهرآبادی می‌گوید: «سلطان محمود، دارا را به عنوان یک مترسک برای منوچهر نگاه داشته بود تا هر زمان که احیاناً منوچهر، در اندیشهٔ مخالفت با غزنویان و سرپیچی از اطاعت ایشان افتد، دارا به عنوان یک مدعی زیاری برای حکومت، در قبال او قد علم کند.»

## گمانه‌ها دربارهٔ حکومت دارا
در منابع اولیه از حکومت دارا بر امارت آل زیار در سال‌های ۴۳۶ تا ۴۴۱ هجری صحبت شده، لیکن هویت واقعی او مورد شک و تردید است و مشخص نیست که این دارا همان پسر قابوس است، یا شخص دیگری با نام یا لقب مشابه بوده.

### یکی بودن با انوشیروان
بنا بر مقالهٔ روزبه زرین‌کوب، در نوشته‌های عزالدین ابن اثیر همواره نام انوشیروان در شرح وقایع این دورهٔ زمانی ذکر شده ولی ابن اثیر در گزارش خواستگاری باکالیجار از دختر سلطان مسعود غزنوی، باکالیجار را «فرماندهٔ سپاه دارا، پسر منوچهر، و سرپرست امور او» معرفی کرده‌است. منظور ابن اثیر از «دارا» در اینجا معین نیست و ارتباط او با انوشیروان مشخص نیست. این احتمال وجود دارد که دارا نام دیگر انوشیروان بوده باشد. میترا مهرآبادی بی‌دقتی ابن کثیر را موجب خلط این دو شخصیت دانسته و معتقدست به خاطر این اشتباه ابن کثیر بوده که بسیاری از اعمال انوشیروان را منابع به دارا نسبت داده‌اند و به تبع از این مورخ، دیگر نویسندگان من‌جمله ابن خلدون، رابینو، هوار و راس بدون دقت و به صورت «طوطی‌وار» و «بدون دیدهٔ نقد» تکرار کرده‌اند. مهرآبادی معتقدست دارا در سال ۳۸۳ در ایام جوانی بوده، پس باید متولد حدود ۳۶۰ هجری باشد؛ در حالی که انوشیروان در ۴۲۰ هجری یک «کودک» نامیده شده و دارا در این ایام ۶۰ ساله بود؛ بنابرین نمی‌توان دارا و انوشیروان را یکی دانست. (مهرآبادی دربارهٔ نظریهٔ وجود دو شخصیت با نام دارا صحبتی نمی‌کند)
در حالی که محمدعلی مفرد بنا بر گزارش یاقوت حموی، چنین می‌پندارد که انوشیروان پس از کنار زدن باکالیجار دو-سه سالی بر طبرستان حکومت کرد و در ۴۳۵ هجری درگذشت، در سوی دیگر روزبه زرین‌کوب در دائرةالمعارف بزرگ اسلامی احتمال می‌دهد که انوشیروان و این دارا یکی باشند و ۴۴۱ هجری که ظهیرالدین مرعشی و دیگر منابع تاریخ مازندران به عنوان سال‌مرگ باکالیجار بیان کرده‌اند، در واقع تاریخ درگذشت انوشیروان است که به اشتباه به باکالیجار نسبت داده شده‌است. باسورث هم در دانشنامه اسلام دوران پس از طغرل را برای زیاریان نامعلوم و تاریک می‌داند و احتمال می‌دهد پایان حکومت انوشیروان تا ۴۴۱ هجری باشد و به حکومت دارا یا اسکندر قائل نیست. مفیض‌الله کبیر، مورخ پاکستانی، نیز آخرین اشاره به دارا بن قابوس را در ۴۰۹ هجری می‌داند و مرگ انوشیروان را در ۴۴۱ هجری ثبت کرده‌است.

### یکی بودن با اسکندر
محمدعلی مفرد دارا را تنها یک شخصیت، یعنی پسر قابوس، معرفی می‌کند و دارا و اسکندر، پدر کیکاووس و صاحب کتاب قابوس‌نامه، را یکی دانسته‌است؛ سپس می‌گوید او در دربار غزنویان می‌زیست و چون غزنویان برافتادند، پس از مرگ انوشیروان در ۴۳۵ هجری، به سرزمین اجدادی بازگشت و در قلعه‌های کوهستانی طبرستان به حکومت محدودی دست یافت. او تا سال ۴۴۱ هجری حکومت کرد؛ چنان‌که کیکاووس در کتابش او را امیر نامیده‌است که شاید به معنای حکومتش بر سرزمینی هر چند کوچک باشد. علی‌اکبر کجباف نیز اسکندر پسر قابوس را جانشین انوشیروان دانسته‌است و از بازگشت او، که نزد سلطان محمود می‌زیسته، سخن می‌گوید.
میترا مهرآبادی هم معتقد به یک نفر بودن دو نام «دارا» و «اسکندر» است. او در کتاب تاریخ سلسله زیاری می‌نویسد: «غالباً دارا و اسکندر را دو فرد جداگانه دانسته‌اند؛ حال این دو، یک فرد واحد بوده‌اند. امارت یافتن دارا با نام شاهیِ اسکندر، در سنین پس از میان‌سالی وی رخ داد.» وی دلیل تغییر نام دارا به «اسکندر» را این می‌داند که نام جدید بار مثبت‌تری داشته و نشانه‌ای از پیروزی تلقی می‌شده. یکی از دلایل خانم مهرآبادی این است که در درگیری بر سر جانشینی قابوس، برخلاف شرایط آن دوره که همهٔ پسران شاه درگذشته ادعای حکومت می‌کردند، نامی از اسکندر نیست. مهرآبادی همچنین به بخشی از کتاب قابوس‌نامه اشاره می‌کند که در باب «اندر فرزند پروردن و آیین آن»، کیکاووس می‌گوید در ۱۰ سالگی پدرش (اسکندر) دستور داد انواع فنون و هنرها را اساتید بسیاری به او بیاموزند؛ چنین آموزش‌های مختص به بزرگان امیران بود. با احتساب این که کیکاووس در سال ۴۷۵ که کتابش را تمام می‌کرد، ۶۳ سال سن داشت، پس ده سالگی او مقارن با سال ۴۲۲ هجری خواهد بود، گرچه یحتمل انوشیروان در این سال حاکم بوده، ولی حکومت اسکندر یا دارا در آن دوره هم منتفی نیست.

### خلاصه
| پژوهشگر(ان)                               | گمانهٔ شخصیت‌ها               | دلایل                                                                                | سرنوشت |
| ----------------------------------------- | --------------------------- | ------------------------------------------------------------------------------------ | --- |
| محمدعلی مفرد میترا مهرآبادی علی‌اکبر کجباف | دارا و اسکندر یک نفرند      | شباهت سرگذشتی که میان اسکندر و دارا وجود دارد و امیر نامیده شدن اسکندر در قابوس‌نامه. | حکومت دارا (اسکندر) در میان ۴۳۵ تا ۴۴۱ هجری.                                                                                      |
| روزبه زرین‌کوب کلیفور باسورث مفیض‌الله اکبر | انوشیروان به دارا ملقب بوده | در روایتی از کتاب ابن اثیر، باکالیجار کوهی فرماندهٔ سپاهِ دارا پسر منوچهر نامیده شده.  | دارا پسر قابوس تا پایان عمر در غزنه، و شاید محبس سلطان محمود، مانده. در این نظریه، انوشیروان تا ۴۴۱ هجری زنده بوده و حکومت داشته. |